# Guadalcanali tengeri csata
A guadalcanali tengeri csatát az amerikai és a japán haditengerészet vívta a második világháború csendes-óceáni hadszínterén 1942. november 13-15-én. Az ütközet amerikai sikerrel ért véget, és hozzájárult a Guadalcanalon harcoló amerikai tengerészgyalogosok helyzetének megszilárdításához.

## Előzmények
Guadalcanal amerikai inváziója után a japánok több kisebb ellentámadást indítottak, de mindegyik kudarcba fulladt. Októberben új akciót kezdeményeztek, amelyet komoly haditengerészeti erők támogattak. Miközben a szárazföldi támadást az amerikai tengerészgyalogosok feltartóztatták, addig a japán haditengerészet két anyahajója megrongálódott, száz repülője pedig megsemmisült az október 26-i Santa Cruz-szigeteki tengeri csatában.

## A japán terv

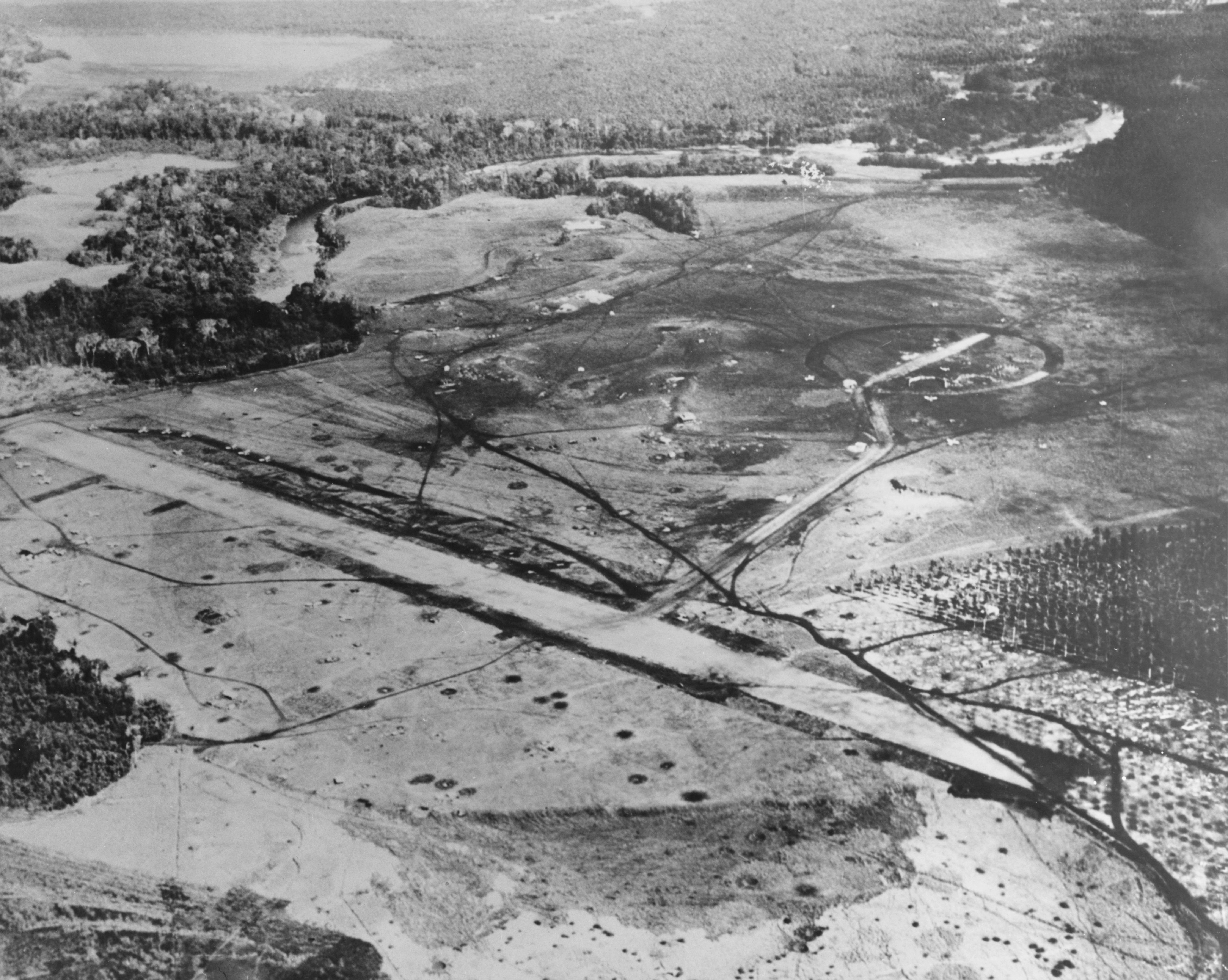
A henderson támaszpont

Október 26-án Ohmea Tosikazu százados, a délkeleti flotta vezérkari tisztje felkereste Hiakutake tábornokot Guadalcanalon, hogy rávegye, válasszon Port Moresby megtámadása és Guadalcanal védelme között, valamint álljon elő egy új offenzíva tervével, bármelyik mellett is dönt.
Jamamoto tengernagynak viszont már volt saját terve. Úgy gondolta, hogy a 38. hadosztályt Rabaulból Guadalcanalra kell szállítani, majd partra tenni a Koli Pointnál, az amerikai hídfőtől keletre. Itt összegyűlhetnek a szigeten harcoló japán alakulatok, és együtt támadhatnak. Miközben a hadihajók a Henderson támaszpontot bombázzák, a katonák keletről és nyugatról támadhatják az amerikaiakat.
Ezt az elképzelést még a japán flottán belül sem támogatta mindenki. Tanaka admirális, a Gudalacanal japán alakulatainak feltöltéséért felelős konvojok, a Tokió Expressz parancsnoka például azon az állásponton volt, hogy a szigetet ki kell üríteni, és Rabaul védelmére kell koncentrálni. Jamamoto ötletét novemberben elvetették, és Tanaka 7-8-án, valamint 10-11-én friss erőket tett partra az amerikai hídfőtől nyugatra. Négy nagyobb flottát alakítottak ki: két támadócsoportot a Henderson repülőtér bombázására, egyet szállítási feladatokra, egyet pedig támogató céllal. November 12-én a szövetséges felderítőgépek két anyahajót, öt nehézcirkálót, harminc rombolót fedeztek fel Dél-Bougainville közelében.

## Az amerikai terv
Az amerikaiak, a japánokhoz hasonlóan, Guadalcanalon harcoló csapataik megerősítésén fáradoztak. Turner admirális kapta a feladatot, hogy a katonákat Noumeáról a szigetre szállítsa. Három haditengerészeti egységet vontak össze a célra: a katonákat szállító négyhajós flotta parancsnoka Turner, a felszerelést szállító hajócsoporté Scott tengernagy, míg a szoros biztosítást adó hadihajóké Callaghan admirális volt. Az utóbbi flottát öt cirkáló és tíz romboló alkotta, amelyek november 10-én hagyták el Espiritu Santót. A teljes hajóhadat Kinkaid tengernagy flottája fedezte, amely az Enterprise hordozóból, két csatahajóból (Washington és South Dakota), valamint cirkálókból és rombolókból állt.

## Készülődés az ütközetre

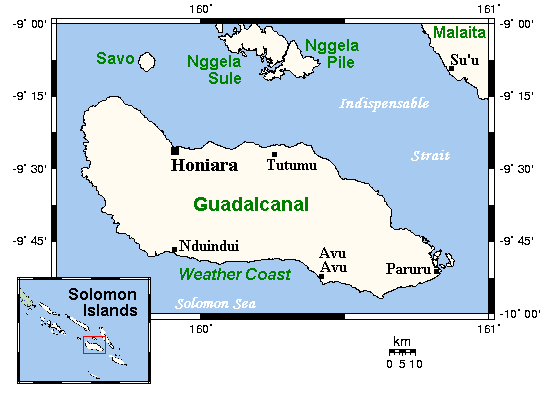
Guadalcanal térképe

November 11-én Callaghan és Turner hajói San Cristobalnál, Guadalcanaltól délkeletre találkoztak. Ezen a napon reggel fél hatkor megérkeztek Scott hajói a szigethez, és megkezdték a kirakodást. A hajókat kétszer támadta a japán légierő, és hármat, a Zeilint, a Librát és a Betelgeuse-t találat érte. Este hatkor a hajók kelet felé visszavonultak. A Zeilin olyan rossz állapotban volt, hogy visszairányították Espiritu Santóra egy romboló kíséretében. A Libra és a Betelgeuse csatlakozott Turner tengernagy hajóihoz. A kombinált flotta az éjszakát a hídfőtől északra töltötte.
November 12-én 5.30-kor Turner tengernagy szállítóhajói ismét megérkeztek Lunga Pointhoz, és megkezdték a kirakodást. A japán parti ágyúk tüzet nyitottak a Betelgeuse-re és a Librára. Egy amerikai cirkáló, két romboló és a parti tüzérség elhallgattatta az üteget. Délután 25-31 japán torpedóvető bombázó támadta a hajókat, ami kétórás fennakadást okozott a kirakodásban. Az akcióban megrongálódott Callaghan admirális zászlóshajója, a San Francisco és a Buchanan romboló, viszont egy kivételével valamennyi japán gépet lelőtték.
Este negyed hétkor az erősítés összes katonája, valamint az utánpótlás nagy része a parton volt, ugyanakkor nyilvánvaló lett, hogy a Libra és a Betelgeuse kipakolásához több napra van szükség. Este fél tizenegykor amerikai gépek meglátták a japán hajókat, és Callaghan úgy döntött, hogy a szállítóhajók hagyják el a területet, majd hadihajóival a japánok ellen indult. A közeledő japán flotta a Hiei és a Kirisima csatahajóból, a Nagara könnyűcirkálóból és 15 rombolóból állt. Tanaka admirális a szállítóhajókkal nyugatabbra hajózott, éppen csak elhagyta a Shortland-szigeteket.

## November 12-13. éjszakája

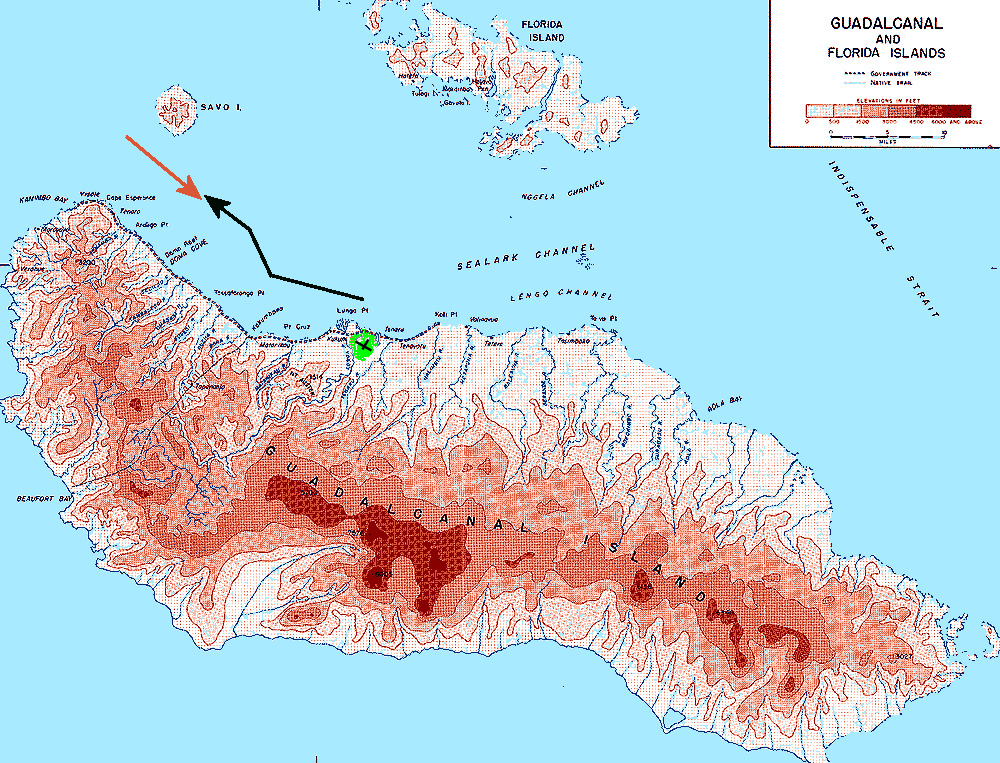
Vörössel a japán, feketével az amerikai hajómozgás

Az ütközet első felvonása november 12-13. éjszakáján volt, amikor Callaghan cirkálói és rombolói megkísérelték feltartóztatni a japán hajóhadat. A japán hadihajók számban és a fegyverzetet tekintve is fölényben voltak. Az amerikai Helenán volt radar, míg a japánok nem rendelkeztek ilyen eszközzel, viszont járatosak voltak az éjszakai összecsapásokban. A japánok egyetlen hátránya az volt, hogy a csatahajók a Henderson támaszpont ágyúzására készültek, így lövedékeiket nem a vastag páncélzatok áttörésére tervezték. Az amerikaiak számára pozíciójuk jelentett komoly gondot, ugyanis egyetlen hosszú oszlopban érkeztek a csatatérre, ezért nem tudtak manőverezni.
November 13-án 1.24 perckor a japánok feltűntek a Helena radarján, mintegy 25 kilométeres távolságban. A japán alakzat nyíl alakú volt: elöl haladt a Nagara cirkáló, mögötte a Hiei és a Kirisima. A széleken két oszlopban rombolók hajóztak, más hadihajók pedig Guadalcanaltól nyugatra haladtak. A Helena radarjának köszönhetően az amerikaiak előnyben voltak, de Callaghan nem használta ki a meglepetés erejét. Mivel az ő korszerűtlen radarja nem mutatta a japán flottát, nem adott parancsot a támadásra.

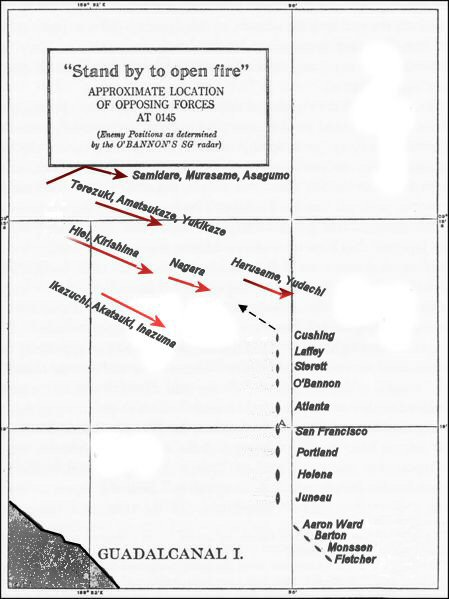
A hajók pozíciója 1.45 órakor

A két flotta így 2300 méterre megközelítette egymást, és ekkor az amerikai Cushing, valamint a japán Judacsi és Maruszami megpillantotta egymást. A Cushing, hogy elkerülje az összeütközést, élesen elfordult, és az amerikai flotta követte. Háromnegyed kettőkor Callaghan végre kiadta a tűzparancsot, de a japánok gyorsabban reagáltak.
A japánok világító lövedékeket lőttek ki, és tüzet nyitottak. Az amerikaiak, amennyire csak tudtak, a Hieire fókuszáltak. Az Atlanta cirkáló torpedótalálatot kapott, és csúnyán megrongálódott. Találatot kapott a Cushing és a Laffey is. A tűzben meghalt Scott tengernagy. A San Franciscót 15 nagy űrméretű lövedék találta el. A híd megsemmisült, és elesett Callaghan admirális és vezérkara. Torpedótalálatot kapott a Portland és a Juneau is: az előbbi eljutott Tulagiba, az utóbbit azonban egy japán tengeralattjáró elsüllyesztette, miközben visszavonult. A Barton rombolót két torpedó találta el, és gyorsan elsüllyedt, a Monssen romboló kigyulladt, és a legénység elhagyta. A hajó dél körül felrobbant. Az amerikaiak két cirkálót és négy rombolót vesztettek, a San Francisco és a Portland súlyosan megsérült. Az öt cirkálóból és a nyolc rombolóból csak három kerülte el a súlyos sérülést.
A japán flotta hajói közül az Akacuki elsüllyedt, a Judacsi súlyosan megsérült, a Hieit pedig nagyjából nyolcvan lövedék találta el. Habár a küzdelemben a japánok domináltak, hajnali háromkor a flotta észak felé fordult, és nem végezte el a szárazföld tervezett ágyúzását.

## November 13.
Napközben az erőviszonyok kiegyenlítődtek. Hajnalban kiderült, hogy a Hiei sérülései súlyosak, ezért a hajó a Savo-sziget közelében körözött. Az amerikai légierő egész nap támadta, de elsüllyeszteni nem sikerült. Végül november 14-én legénysége elsüllyesztette, így az első japán csatahajó lett, amelyet a birodalom elvesztett. Tanaka admirális délután újabb kísérletet tett arra, hogy szállítmányát eljuttassa Guadalcanalra.
Halsey admirális arra utasította Kinkaidet, hogy az Enterprise anyahajóval haladjon dél felé Callaghan megmaradt flottájával együtt. Willis E. Lee tengernagyot a Washington és a South Dakota csatahajóval, valamint négy rombolóval Guadalcanal felé irányította. A hajók másnap késő estig nem érkeztek meg, így a guadalcanali hídfő az addigiaknál is sebezhetőbb volt a november 13-áról 14-ére virradó éjjel.

## November 14.
November 14-én, kevéssel éjfél után megérkezett Guadalcanalhoz a három nehézcirkálóból, két könnyűcirkálóból és négy rombolóból álló második csapásmérő flotta. A hajók ezer lövedéket lőttek a Henderson támaszpontra, de nem okoztak komoly kárt. A hajók fél óra múlva visszavonultak. Hajnalban két másik japán egység is Guadalcanal közelében volt: Tanaka 11 szállítóhajója és egy 15 rombolót számláló egység.
Az amerikaiak első célpontja a bombázást végrehajtó flotta volt. Először a szigetről felszálló repülők támadtak, és eltalálták a Kinugasa nehézcirkálót, valamint az Isuzu könnyűcirkálót. A támadást az Enterprise gépei folytatták, amelyek eltalálták a két sérült hajót, valamint a Csokai és a Maja nehézcirkálót. A Kingusa elsüllyedt.
A második célpont a csapaterősítést szállító konvoj volt, amelyre 8.30-kor bukkantak rá az amerikaiak. A 11 szállítóhajón tízezer katona volt. Az első, kora reggeli támadás nem okozott komoly kárt, a második hullám viszont, amely a Henderson repülőtérről indult és 11.50-kor csapott le, számos hajót eltalált. A harmadik hullám délután egykor érkezett, és elsüllyesztette az első szállítóhajót. Fél háromkor az Espiritu Santóról felszálló B-17-esek támadtak, és több hajót is eltaláltak. A nap végére hét japán szállítóhajó süllyedt el. A hatezer katonából nagyjából ötezret kimentettek a rombolók. Az éj leple alatt a konvoj megérkezett Guadalcanalhoz.

## November 14-15. éjszakája

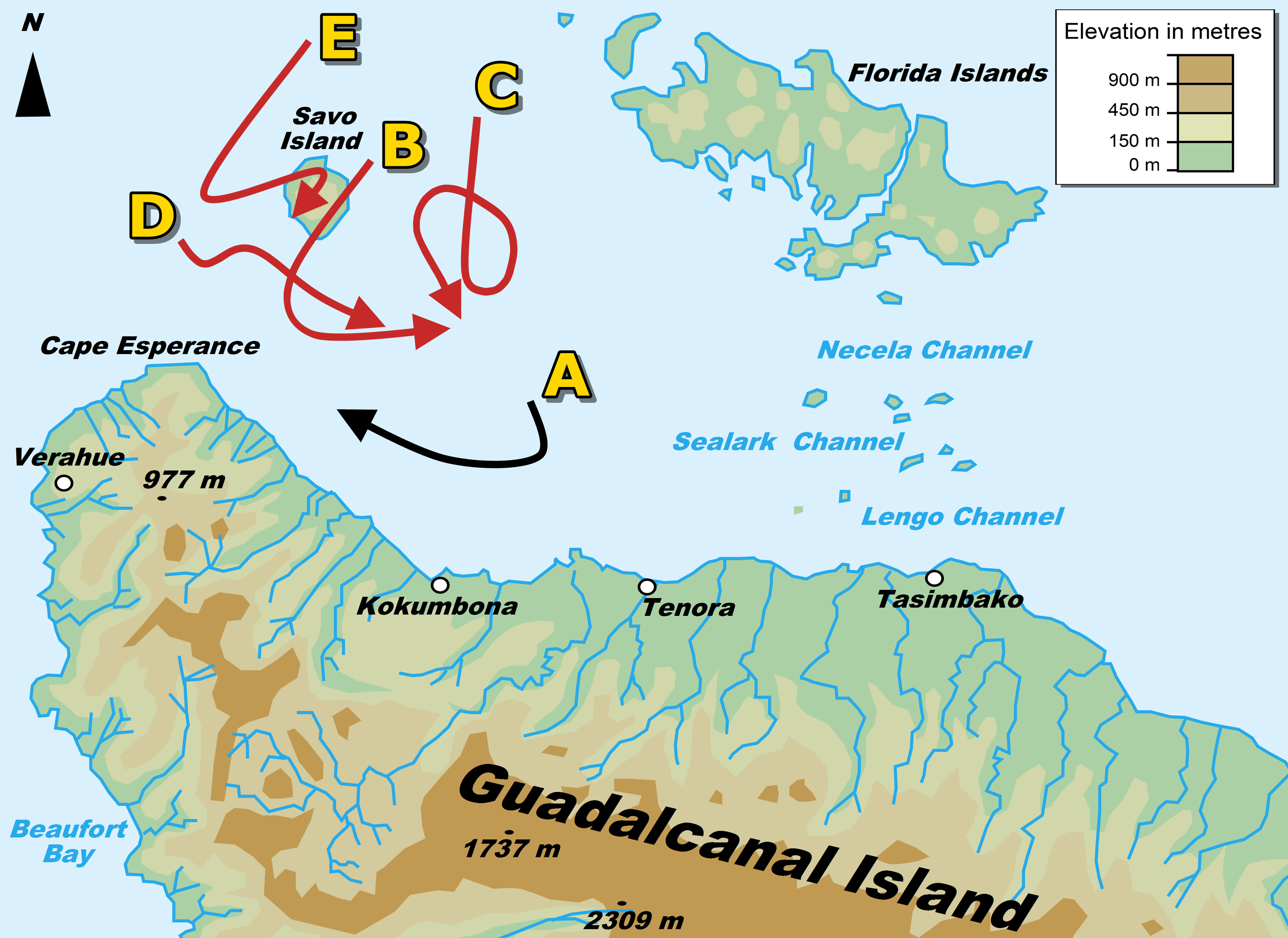
Vörössel a japán, feketével az amerikai hadmozdulatok

A japánok november 14-15-ének éjszakáján észrevették, hogy Lee tengernagy csatahajói dél felől közelednek, de tévesen úgy vélték, a flotta négy-négy cirkálóból és rombolóból áll. Ezért a Guadalcanal felé hajózó Tanakának azt az utasítást adták, hogy folytassa útját a négy-négy szállítóhajóval és rombolóval. Kondo admirális pedig azt a parancsot kapta, hogy a szigetet ágyúzó egység megmaradt tagjaival biztosítsa haladásukat. Kondo flottája a Kirisima csatahajóból, az Atoga és a Takao cirkálóból, a Szendaj és a Nagara könnyűcirkálóból, valamint kilenc rombolóból állt.
Lee admirális hajói november 14-én éjszaka kelet felé haladtak, majd 22.49-kor délkeletnek fordultak, hogy elhajózzanak a Savo- és a Florida-szigetek között. Nyolc perccel éjfél előtt nyugatnak vették az irányt. A japánok észak felől érkeztek, három csoportban. Az élen a Szendaj cirkáló és három romboló haladt, majd a Nagara cirkáló és hat romboló következett. A harmadik egység a Kirisima csatahajóból, valamint az Atago és Takao cirkálóból állt.
Az amerikaiakat először a Szendajról pillantották meg. A Szendaj és egyik kísérője a Savo-szigettől nyugatra, a másik két romboló keletre haladt. Kondo admirális arra utasította a Nagarát és négy rombolót, hogy a nyugati utat válassza. Éjfélkor az amerikaiak is felfedezték a japán hajókat. A Washington radarján a Szendaj és kísérő rombolói jelentek meg, tíz perccel később, 0.16-kor a csatahajó tüzet nyitott a Szendajra, és a japán cirkáló visszavonult.
Nagyjából ugyanebben az időben a South Dakota és több romboló lőni kezdte a Savo-sziget nyugati partjai mentén haladó ellenséges egységeket. A japánok sikeresebbek voltak ebben a csataszakaszban, eltalták a Walke, a Benham, a Preston és a Gwin rombolót. A Walke és a Preston kigyulladt, majd elsüllyedt, a másik két sérült rombolónak sikerült elhagynia a csatateret.

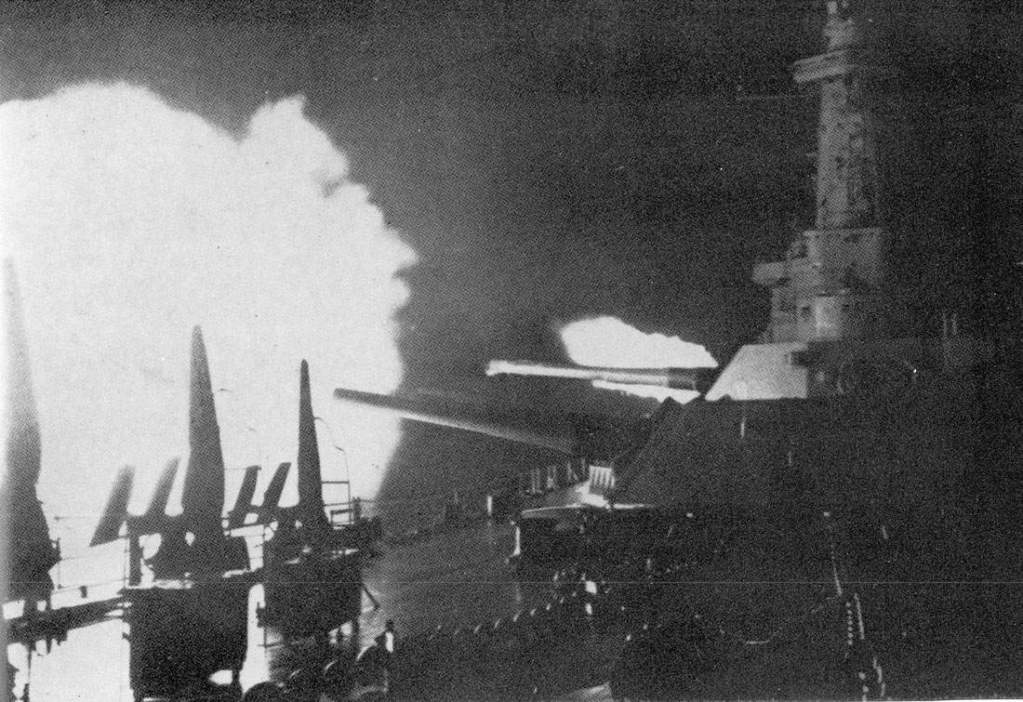
A Washington tüzel a guadalcanali csatában

A csata ekkor második felvonásához érkezett a Savo-szigettől délnyugatra eső vizeken. A japán cirkálók visszavonultak a korábbi sikeres összecsapás után. Miközben a South Dakota és a Washington a szigettől nyugatra haladt, Kondo tengernagy hajói, élükön az Aszagumo és a Teruzuki rombolóval, kiért a sziget takarásából. A South Dakotán ekkor egy meghibásodás miatt nem működött a radar, és egy ügyetlen manőverrel alig ötezer méterre került a japán hajókhoz, amelyek azonnal tüzet nyitottak rá. Egy órakor a Washington lőni kezdte a Kirisimát. Ez volt az első csatahajó-összecsapás a két haditengerészet között. A japán hajót csaknem ötven találat érte, és végzetesen megrongálódott.
Kondo admirálisnak ekkor két nehézcirkálója, két könnyűcirkálója és nyolc rombolója volt. Az amerikaiak rosszabbul álltak: elvesztették rombolóikat, a South Dakota használhatatlan volt, és egyedül a Washington állta a sarat. Kondo valószínűleg súlyos vereséget mérhetett volna ellenségére, de mivel nem volt radarja, nem tudta, hány hajóval áll szemben. Úgy döntött, hátrahagyja a Szendajt és négy rombolót, hogy fedélzetükre vegyék a Kirisima és a súlyosan sérült Ajanami romboló legénységét, és észak felé visszavonult.
Az éjszakai csata drága amerikai győzelmet hozott: ugyan elvesztették a rombolókat és a South Dakota súlyosan megsérült, de megnyerték az első csatahajó párharcot, és a tenger fenekére küldték a Kirisimát és az Ajanamit. Ezen felül megakadályozták a Henderson reptér ágyúzását, és továbbra is ellenőrizték a guadalcanali vizeket.

## November 15.
Tanaka négy szállítóhajója Tassafarongánál kikötött, míg az admirális a megmaradt rombolóival visszafordult. Hajnalban az amerikai szárazföldi ütegek lőni kezdték a hajókat. Tulagiból megérkezett a Meade romboló is, és délre valamennyi szállítóhajót megsemmisítették.

## Következmények
A guadalcanali tengeri csata után a japánok beszüntették a Tokió Expressz tevékenységét, és nem tettek újabb kísérletet guadalcanali csapataik megerősítésére. Az ütközetben a japánok két csatahajót, egy nehézcirkálót, három rombolót és 11 szállítóhajót vesztettek. Az amerikai veszteség három cirkáló és hét romboló volt. Ezeken kívül hét hadihajó megsérült. Azonban míg az amerikaiak pótolni tudták a veszteségeket, a japánok erre nem voltak képesek. A Guadalcanal körüli vizek ellenőrzése az amerikaiak kiváltsága lett, a korábbiaknál jóval könnyebben szállíthattak erősítést a szigetre.
A térségben még egy tengeri ütközet volt, a tassafarongai, amely ugyan fényes japán győzelemmel zárult, de számottevő eredményt nem hozott. Nem sokkal a csata után a japánok a sziget evakuálásáról döntöttek.